# Дуангчан, Пумпуанг
Пумпуанг Дуангчан (тайск. พุ่มพวง ดวงจันทร์; англ. Pumpuang Duangjan, настоящее имя — Рампунг Чит-хан; 4 августа 1961, Супханбури, Таиланд — 13 июня 1992, Пхитсанулок, Таиланд) — тайская певица и актриса. Она считается одной из виднейших певиц жанра лук тхунг в Таиланде. Одна из первых певиц, сочетавших лук тхунг с электронной музыкой.

## Биография
Рампунг была пятой из 12 детей в бедной крестьянской семье. Она окончила лишь два класса начальной школы, после чего стала работать вместе с семьёй на уборке сахарного тростника.
Отец Рампунг в молодости был популярным местным исполнителем. В 12 лет она начала изучать лук тхунг у одного из известных в Супханбури мастеров. Кроме пения, она училась танцам и выступала в комедийных представлениях. Постепенно она стала развивать собственный стиль. В то время она выступала под псевдонимом Нампунг Муангсупан.
Дуангчан была неграмотной, но хорошо запоминала тексты песен и участвовала в местных музыкальных конкурсах. В возрасте 15 лет она перебралась в Бангкок и стала выступать там, включив в репертуар поп-песни.
Её первые песни были типичными для жанра лук тхунг и рассказывали о деревенской жизни и романтике. К концу 1970-х Рампунг взяла псевдоним Пумпуанг Дуангчан («красивые сиськи») и сменила имидж, сделав упор на сексуальность, после чего её популярность стала расти. Вышедший в 1985 году альбом ‘Aue Hue Lor Jang’ имел огромный успех и принёс ей известность. Композитор и автор слов к большинству её песен Lop Burirat внёс в лук тхунг ритм диско и другие западные элементы, что было хорошо принято аудиторией. С другой стороны, нескромный стиль и разрыв с традициями вызывал и резкую критику.
У Пумпуанг было много разногласий с семьёй и родственниками. Её первый муж убежал с её младшей сестрой, второй брак тоже продлился недолго, несмотря на рождение сына. Семья Пумпуанг обвиняла её мужа в том, что он воспользовался её неграмотностью и присвоил себе её деньги.
Со временем у неё начались проблемы со здоровьем. Волчанка привела к проблемам с почками и в 1992 году она скончалась от почечной недостаточности. По некоторым утверждениям, на её похороны пришло около 200 000 человек, включая короля.

## Дискография
- 1975 — Kaew Ror Phee (แก้วรอพี่)[8]
- 1976 — Nak Rong Baan Nok (นักร้องบ้านนอก)
- 1981 — Bod Rian Rakha Phaeng (บทเรียนราคาแพง)
- 1982 — Nad Phop Na Ampoer (นัดพบหน้าอำเภอ)
- 1985 — Aue Hue Lor Jang/Krasae Khao Ma Si (อื้อฮือ หล่อจัง/กระแซะเข้ามาซิ)
- 1986 — Take Ka Tan Phook Bo (ตั๊กแตนผูกโบว์)
- 1988 — Noo Mai Roo (หนูไม่รู้)
- 1991 — Som Tam (ส้มตำ)
- 1991 — Kho Hai Ruai (ขอให้รวย)
- 1992 – Rak Tae Phae Rak Thiam (รักแท้แพ้รักเทียม)

## Фильмография

### Фильмы
- 1984 — Chee (ชี)
- 1984 — Nang Sao Ka Thi Sod (นางสาวกะทิสด)
- 1984 — Khoe Thot Tee Thee Rak (ขอโทษที ที่รัก)
- 1984 — Jong Ang Pangad (จงอางผงาด)
- 1985 — Thee Rak Ter Yoo Nai (ที่รัก เธออยู่ไหน)
- 1986 — Mue Puen Khon Mai (มือปืนคนใหม่)
- 1987 — Sanae Nak Rong (เสน่ห์นักร้อง)
- 1987 — Chaloey Rak (เชลยรัก)
- 1987 — Pleng Rak Phleng Puen (เพลงรัก เพลงปืน)
- 1988 — Phet Payak Rat (เพชรพยัคฆราช)

### Биографический фильм
- 2011 — The Moon (พุ่มพวง) режиссёр Bhandit Thongdee[9].